# 엠파이어 레코드
《엠파이어 레코드》(영어: Empire Records)는 1995년에 개봉한 미국의 성장물 코미디 드라마 영화이다.

## 출연
- 앤서니 러팔리아 - 조 리브스 역
- 로리 코크런 - 루커스 역
- 이선 랜들 - 마크 역
- 조니 휘트워스 - A.J. 역
- 로빈 터니 - 데브라 역
- 러네이 젤위거 - 지나 역
- 리브 타일러 - 코리 메이슨 역
- 카이오티 시버스 - 버코 역
- 브렌던 섹스턴 3세 - 워런 역
- 맥스웰 콜필드 - 렉스 매닝 역
- 데비 메이자 - 제인 역
- 벤 보드 - 미첼 벡 역

## 우리말 녹음
KBS 성우진 (2001년 8월 13일)
- 이규화 - 조(앤서니 러팔리아)
- 김환진 - 렉스 매닝(맥스웰 콜필드)
- 김정주 - 제인(데비 메이자)
- 강수진 - 루커스(로리 코크런)
- 정미숙 - 지나(러네이 젤위거)
- 배정미 - 데브라(로빈 터니)
- 김우정 - 마크(이선 랜들)
- 박정민 - 버코(카이오티 시버스)
- 정훈석 - 워런(브렌던 섹스턴 3세)
- 은영선 - 코리(리브 타일러)
- 김승태 - 에디(제임스 윌스)
- 김수중 - 미첼(벤 보드)
- 전유정 - 경찰
- 임진응 - 에이제이(조니 휘트워스)